# Fucking with Fire – Live
Fucking with Fire – Live är ett livealbum från 2009 av musikgruppen Edguy.

## Låtlista
1. "Catch of the Century"
2. "Sacrifice"
3. "Babylon"
4. "Lavatory Love Machine"
5. "Vain Glory Opera"
6. "Land of the Miracle"
7. "Fucking with Fire (Hair Force One)"
8. "Superheroes"
9. "Save Me"
10. "Tears of a Mandrake"
11. "Mysteria"
12. "Avantasia"
13. "King of Fools"
14. "Out of Control"